# فرانك جي. هيغينز
فرانك جي. هيغينز (بالإنجليزية: Frank G. Higgins)‏ هو محامي ولاعب كرة قدم أمريكية وسياسي أمريكي، ولد في 28 ديسمبر 1864 في الولايات المتحدة، وتوفي في 15 أكتوبر 1905 في بورتلاند في الولايات المتحدة. انتخب عضو مجلس نواب مونتانا.